# Antiblemma barcas
Antiblemma barcas là một loài bướm đêm trong họ Erebidae.